# Zanclognatha
Zanclognatha is een geslacht van vlinders uit de familie spinneruilen (Erebidae).

## Soorten
- Zanclognatha atrilineella (Grote, 1873)
- Zanclognatha bryanti Barnes, 1928
- Zanclognatha cruralis (Guenée, 1854)
- Zanclognatha deceptricalis Zeller, 1873
- Zanclognatha gypsalis (Grote, 1880)
- Zanclognatha inconspicualis (Grote, 1883)
- Zanclognatha jacchusalis (Walker, 1859)
- Zanclognatha laevigata (Grote, 1872)
- Zanclognatha lituralis (Hübner, 1818)
- Zanclognatha lunalis (Scopoli, 1763) – Maansnuituil
- Zanclognatha lutalba (J.B. Smith, 1906)
- Zanclognatha martha Barnes, 1928
- Zanclognatha minoralis J.B. Smith, 1895
- Zanclognatha nigrisigna Wileman, 1915
- Zanclognatha obscuripennis (Grote, 1872)
- Zanclognatha ochreipennis (Grote, 1872)
- Zanclognatha pedipilalis (Guenée, 1854)
- Zanclognatha protumnusalis (Walker, 1859)
- Zanclognatha theralis (Walker, 1859)
- Zanclognatha zelleralis (Wocke, 1850)

### Foto's

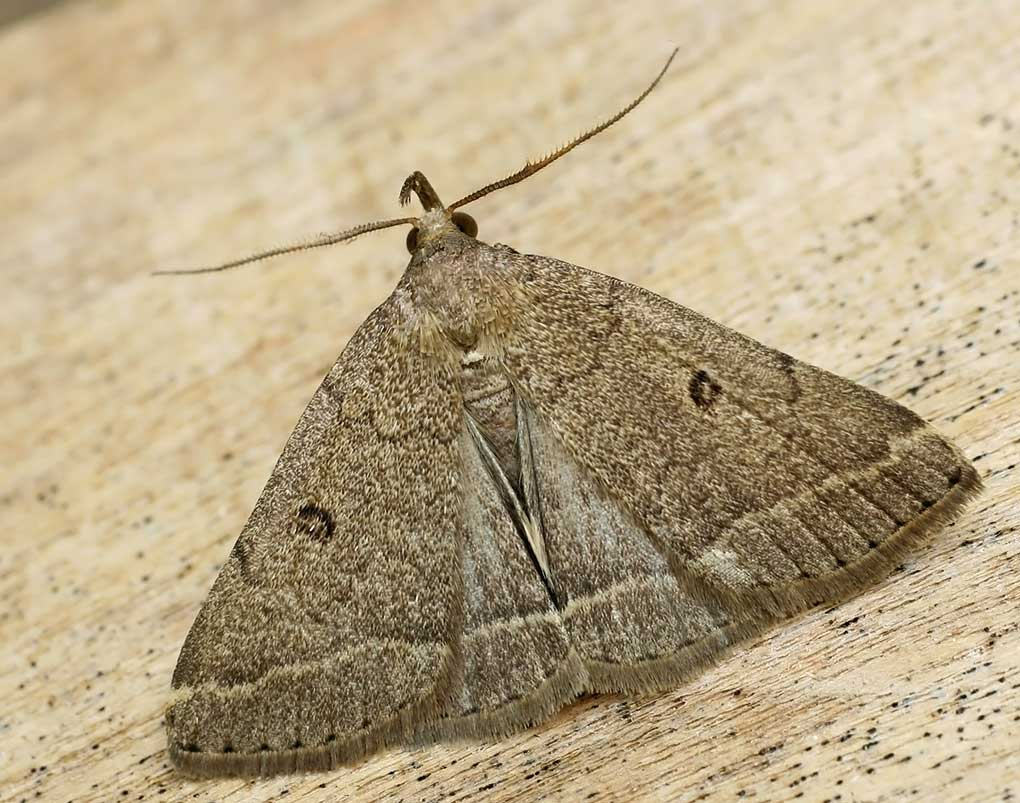
Zanclognatha zelleralis